# Gelderse slenk

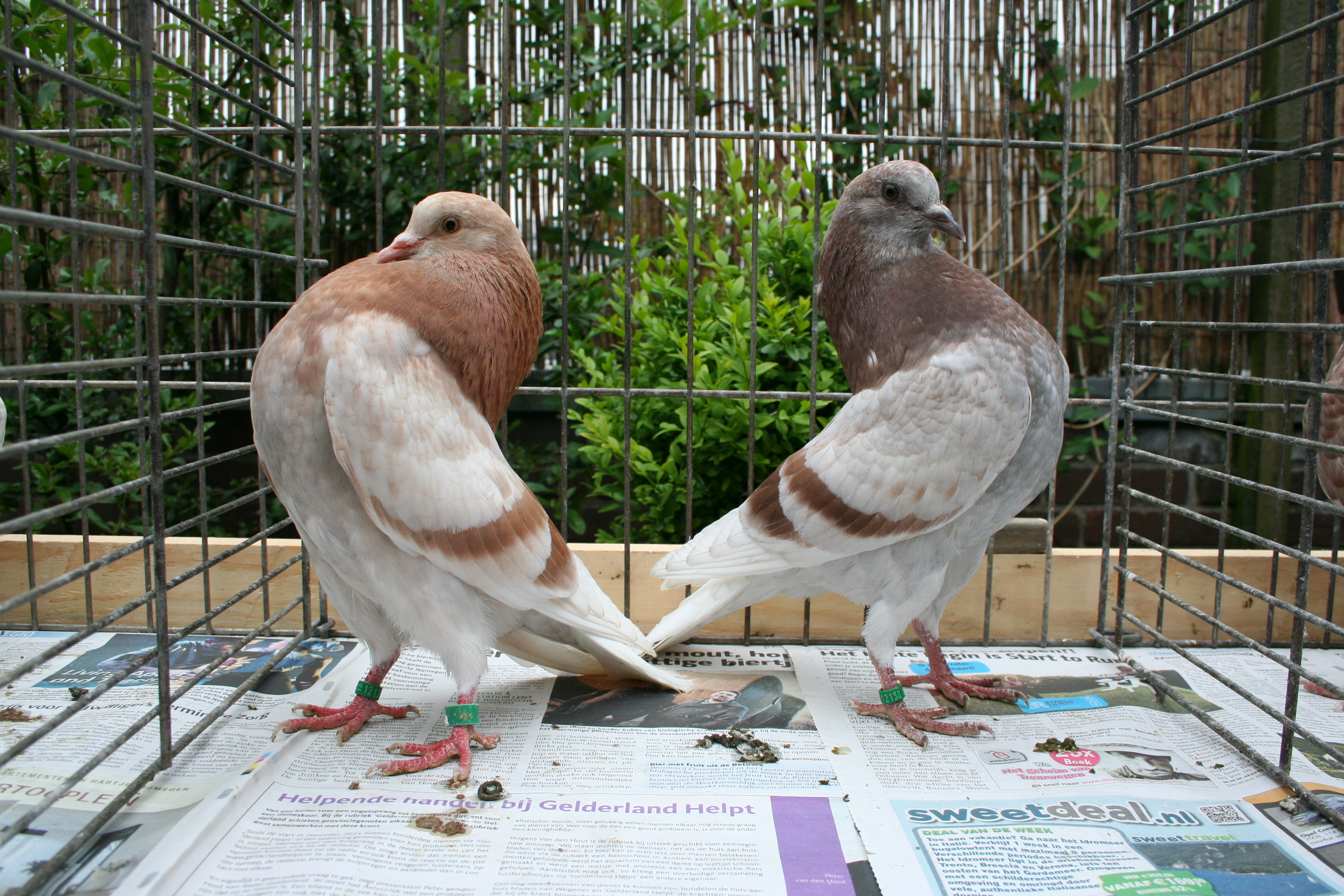
Jonge Gelderse slenken in verschillende kleurslagen

De Gelderse slenk is een ernstig bedreigd Nederlands sierduivenras. Vooral in de volkswijk Oud-West te Nijmegen was deze duif aan het eind van de 19e en in de eerste helft van de 20e eeuw zeer populair. In oude krantenadvertenties uit die tijd, worden zeer regelmatig slenken te koop aangeboden of vermiste slenkduiven opgegeven met het verzoek deze tegen vergoedingen van soms wel ƒ 5,- terug te bezorgen. De populariteit van het ras leidde op 20 januari 1926 tot de oprichting van de Nijmeegse Slenkenclub. B.J. Erkens, M.J. Bonefaas en P. Theunissen werden door de leden resp. tot voorzitter, secretaris en penningmeester gekozen. In de Gelderlander van zaterdag 20 november 1926 wordt gesproken van een energieke club die een woord van lof toekomt voor haar onafgebroken bemoeiingen. Het volgende jaar kwam deze club met niet minder dan 174 inzendingen van slenken voor de 6e Nijmeegse (nationale) Pluimveetentoonstelling van 21, 22 en 23 januari 1927. Buiten Nijmegen, kwam de Gelderse slenk volgens sommigen ook veel voor in de oude volkswijk Klarendal te Arnhem.

## Vliegeigenschappen

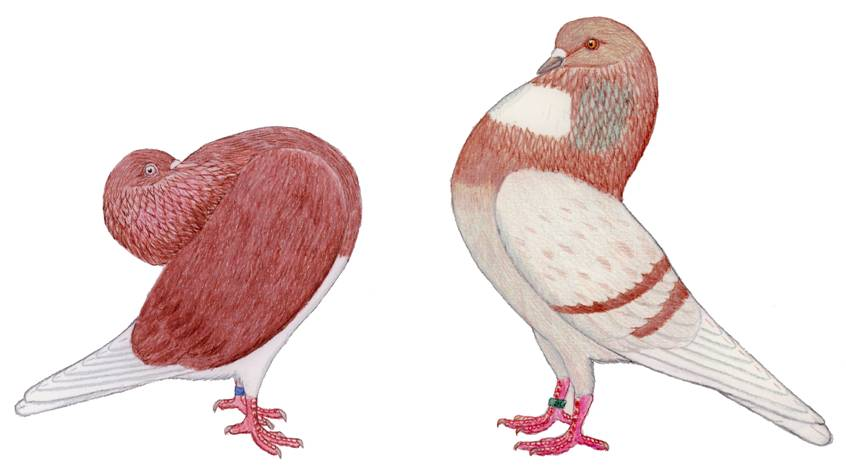
Standaardtekening Groninger en Gelderse slenk

De Gelderse slenk is een temperamentvolle en lenige vliegduif. De vleugels worden boven en onder krachtig, luid klepperend, tegen elkaar geslagen. Tijdens het vliegen is de kop opgericht en heeft de staart een holle waaiervorm. De vliegprestaties bestaan uit drie onderdelen: (1) springen: met een klein aantal krachtige vleugelslagen (op)stijgen, (2) zwemmen of trekken: zich met krachtige vleugelslagen vooruitwerpen en (3) zeilen of drijven: met opgeheven vleugels (langzaam dalend) vooruitvaren.
Hoe steiler de slenk opstijgt (met zo weinig mogelijk vleugelslagen), hoe beter. Wanneer voldoende hoogte is bereikt, begint het zwemmen. Na elke (zwem)slag ‘gooit’ de slenk zich 10 tot 15 meter vooruit en gaat hij met een schok van soms wel 1 m omhoog. Het zwemmen lijkt op de bewegingen van een hobbelpaard, waarbij het lichaam de vorm aanneemt van een oud Romeins schip. Bij het zeilen staan de vleugels enkele seconden stil in een V-vorm. Hoe langer een slenk krachtig springt en zwemt met opgeheven kop en gespreide holle staart, des te meer waarde heeft hij.
Deze bijzondere vliegeigenschap vormt het belangrijkste kenmerk van de Gelderse slenk, waardoor deze minder populair was als tentoonstellingsduif. Desondanks was het ras al in 1899 te bewonderen op een tentoonstelling van de gevederde gasten in De Vereeniging te Nijmegen. Van de Nijmeegse Pluimveetentoonstelling van 1927 weten we dat de Gelderse slenken niet in de normale kleine expositiekooitjes werden tentoongesteld, maar in een grote demonstratie- of vliegkooi van 4 bij 4 meter werden geplaatst om de vliegkunsten te kunnen beoordelen.
De Gelderse slenk is een middelgrote duif (wat groter dan de veldduif) met opgerichte houding. De enigszins S-vomige hals is soepel, naar achteren gebogen (niet verder dan 90° ten opzichte van de ruglijn) en kan licht sidderen of beven (bij slenken grollen genoemd). Bij het laatste wordt de kop niet achterover gegooid tot aan de rug (het zogenaamde hangen), zoals bij de Groninger slenk. De houding is trots en de vorm elegant. De staart loopt in een rechte lijn met de rug naar beneden. De kale onbevederde poten en de snavel zijn van gemiddelde lengte. De kop is afgeplat. Het oog heeft een kleine pupil met een lichte rand die uitloopt in oranjerood.

## Kleur en tekening
Het ras komt in negen kleurslagen voor: wit, (dominant) rood, (dominant) geel, rood bandspar, geel bandspar, rood spikkelspar, geel spikkelspar, roodbleek en geelbleek. Een ronde tot hartvormige witte vlek op voorzijde hals wordt bij alle kleurslagen nagestreefd. De kleuren zwart en blauw die bijna in elk sierduivenras voorkomen, zijn geheel onbekend bij de Gelderse slenk en horen ook niet bij het ras.

## Kenmerken
Kenmerkend gedrag van de slenken is het typische oplopen bij het hof maken. De doffers lopen hierbij, al koerend, in opgerichte stand en met gespreide staart, al trippelend op de tenen, met sprongetjes, naar de duivin toe. Hierbij komen de voetzolen ruim van de grond, gaat de hals meer naar achteren, worden de vleugels wat lager gedragen, sleept de staart over de grond en wordt de krop goed gevuld. De duivin vertoont soms vergelijkbaar gedrag tegenover de doffer.
Het algemeen voorkomen is een middelgrote en middellange duif (wat groter dan de veldduif) met middelhoge stand en opgerichte houding. De hals wordt soepel naar achteren gebogen en kan licht sidderen. De belangrijkste fouten zijn: een te kort type, een te brede en/of spitse borst, te korte en/of stijve hals, een te brede rug, te lange benen, een te horizontale stand, een te horizontale staartdracht, een te weinig achterwaarts gebogen hals en te veel krop- of ballonvorming.

## Ontstaan

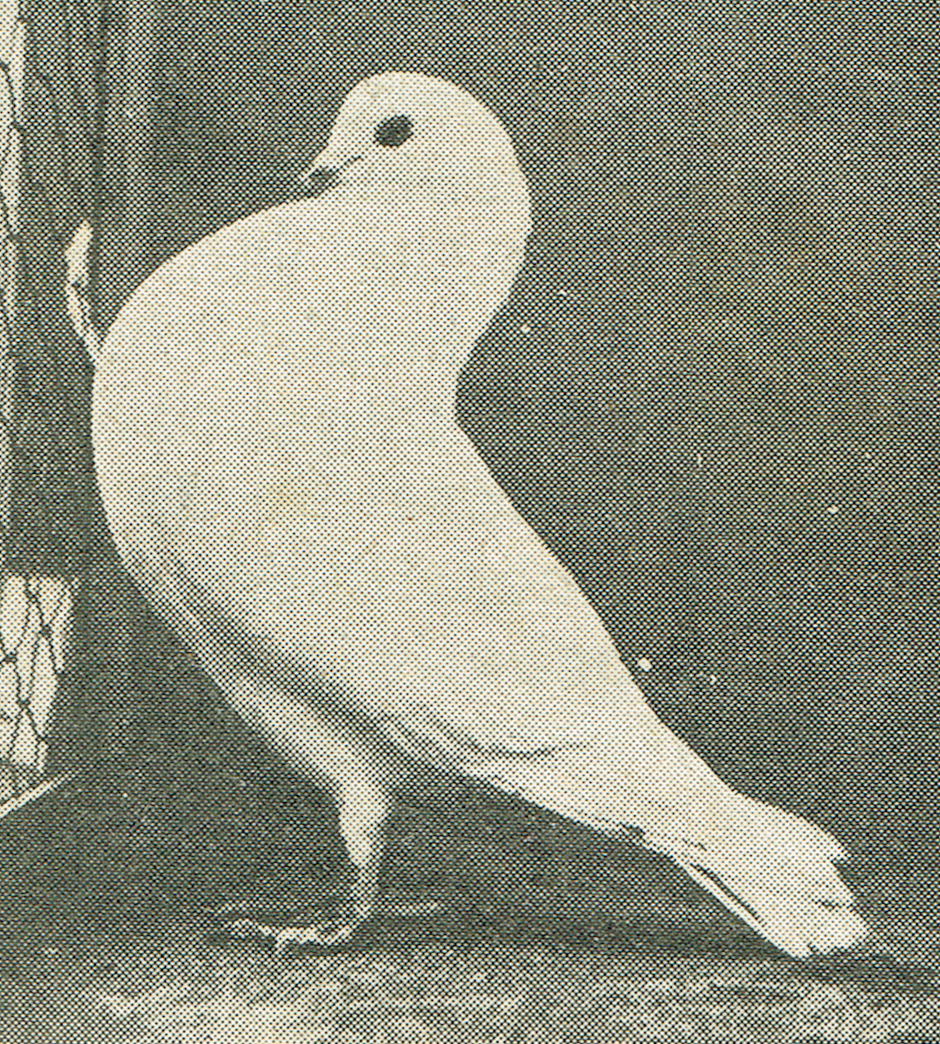
Foto van een Gelders slenkentype uit 1936

Over het ontstaan van het ras is weinig tot niets bekend. Omdat de duif in de volkswijken van Nijmegen en Arnhem voornamelijk werd gebruikt als vliegduif in plaats van showduif, is het ras waarschijnlijk geleidelijk aan geüniformeerd. De volksbeschaving hield zich niet bezig met een fokkerijstandaard. Doordat er geleidelijk aan eenheid is ontstaan binnen de populatie Nijmeegse en Arnhemse vliegduiven en ook omdat de pluimveetentoonstellingen in opkomst kwamen, werd vermoedelijk tot een rasbeschrijving of richtlijn overgegaan. Uit een krantenbericht weten we, dat een zekere heer Swijtink op de tentoonstelling van 1899 in De Vereeniging te Nijmegen als jurylid optrad voor de Gelderse slenken. Wanneer er sprake is van jureren, ligt het immers voor de hand dat er minimaal een richtlijn is opgesteld. Dat verklaart ook dat de Gelderse slenk pas aan het eind van de 19e eeuw meer bekendheid kreeg en populair werd als echt sierduivenras, evenals vele andere Nederlandse sierduivenrassen. De Gelderse slenk wordt met de Groninger slenk veelal ingedeeld bij de tuimelaars en hoogvliegers, hoewel het ras meer eigenschappen deelt met speelduiven.

## Naam
'Gelderse' verwijst uiteraard naar de provincie waar het ras is gefokt. Waar de naam 'slenk' of 'slenker' (zoals de slenk vroeger ook wel werd genoemd) vandaan komt, is niet zeker. Er zijn twee mogelijkheden: 'slenken' of 'schlenckeren'. Beide woorden zijn reeds lang verouderd. Slenken (een bijvorm van 'slinken' of een afleiding van 'slank') had vroeger de betekenis van afnemen, minder, dunner of magerder worden. Hierbij moeten we dan denken aan een aanvankelijk kropperras, dat (in krop) is afgenomen of slanker (dunner) is geworden: de slenk, een slanke kropperachtige. Het woord schlenckeren betekent zwaaien, zwenken of slingeren. Schlenckeren komt van de stam 'schwengen, schwingen' (later: zwengen, zwingen). Zo had zwingen al in een ver verleden de betekenis van ritmisch om een zeker punt heen en weer (van links naar rechts, van boven naar beneden) bewegen of zwaaien. Denk hierbij aan de til, het plat of de duivenzolder; het punt van waaruit 'ritmisch' de zo herkenbare 'spring- en zeilvlucht' plaatsvindt.

## Sierduif
In 2010 is de Gelderse slenk definitief erkend als Nederlands sierduivenras. Sinds lange tijd zijn de Gelderse en de Groninger slenk weer verenigd in één slenkenclub: de Groninger en Gelderse Slenken Club (GGSC). In 2000 was het aantal volgens de Stichting Zeldzame Huisdierrassen (SZH) minder dan 100 exemplaren, een zeer kleine populatie. Momenteel wordt het aantal Gelderse slenken geschat op ruim 100 koppels, verdeeld over een twintigtal fokkers. Er moet nog veel gebeuren om het unieke Gelderse sierduivenras te behouden voor de toekomst.